# Холден, Чарльз
Чарльз Генри Холден (12 мая 1875 — 1 мая 1960) — британский архитектор, известный благодаря дизайну многих станций Лондонского метро, головного офиса компании Underground Electric Railways Company, Центральной библиотеки Бристоля и административного здания Университета Лондона. Кроме того, он создал несколько военных кладбищ в Бельгии и Франции по заказу Imperial War Graves Commission.
Приобретя опыт в Болтоне и Манчестере, Холден переехал в Лондон. Его ранние здания испытали влияние Движения искусств и ремёсел, но на протяжении большей части творческого пути он придерживался безыскусного стиля, основанного на применении простых форм и отсутствии «ненужных декоративных элементов». Он считал, что внешний вид здания должен определяться в первую очередь функциями здания. После Первой мировой войны он значительно упростил стиль, приблизившись к модернистским европейским школам. Был членом гильдии художников и промышленно-дизайнерской ассоциации. Прокты своих зданий он разрабатывал полностью сам, включая интерьер и architectural fittings.
Творчество Холдена получило признание. Он был удостоен золотой медали Британского института королевских архитекторов в 1936 году и получил должность Королевского промышленного архитектора в 1943-м. Оформление Лондонского метро стало эталоном и оказало влияние на всех архитекторов, работавших в корпоративном секторе. Многие его здания получили статус объектов культурного наследия, защищающий их от перестройки. Дважды отказался от рыцарского титула.

## Биография

### Ранние годы
Родился 12 мая 1875 года в пригороде Болтона в Ланкашире в семье Джозефа и Элен Холден. Его отец, Джозеф Холден, занимался торговлей мануфактурными товарами и шляпами. Детство Чарлза было омрачено банкротством отца и смертью матери. Разорившись, семья была вынуждена переехать в где Джозеф вернулся к токарному и слесарному делу.
Чарлз недорогое время работал лаборантом и клерком на железной дороге в Сен-Эленс. В это же время он посещал классы черчения в Христианской Ассоциации Молодых Людей и собирался стать инженером. В 1891 году он стал работать у (свояка) Дэвида Фредерика Грина, который работал землемером и архитектором в Болтоне. В апреле 1892 пошёл в подмастерья (ученики) к манчестерскому архитектору Еверарду Лизону, работу у которого сумел совмещать с учёбой в Манчестерской школе искусств и Манчестерской технической школе. Учился превосходно, ему доверяли вести занятия.